# Hall of Fame der UCI
Die Hall of Fame der UCI befindet sich im Sitz des Weltradsportverbandes Union Cycliste Internationale (UCI) im Schweizer Aigle. Sie wurde 2002 eingeweiht.
In der Hall of Fame sind Fahrerinnen und Fahrer aus allen Radsportdisziplinen versammelt, die seit mindestens fünf Jahren ihre Karriere beendet haben. Damit möchte die UCI Sportler ehren, die durch „heroische Taten“ oder ihre Persönlichkeit „den Ruhm des Radsport in der ganzen Welt vermehrt“ oder zu seiner Entwicklung beigetragen haben.

## Liste der Mitglieder

### Straße – Männer
| - Vittorio Adorni (1937–2022) - Jacques Anquetil (1934–1987) - Moreno Argentin (* 1960) - Federico Bahamontes (1928–2023) - Ercole Baldini (1933–2022) - Gino Bartali (1914–2000) - Alfredo Binda (1902–1986) - Louison Bobet (1925–1983) - Gianni Bugno (* 1964) - Eugène Christophe (1885–1970) - Fausto Coppi (1919–1960) - Maurice Garin (1871–1957) - Charly Gaul (1932–2005) | - Felice Gimondi (1942–2019) - Bernard Hinault (* 1954) - Miguel Indurain (* 1964) - Jan Janssen (* 1940) - Sean Kelly (* 1956) - Ferdy Kübler (1919–2016) - Hennie Kuiper (* 1949) - André Leducq (1904–1980) - Greg LeMond (* 1961) - Lucien Lesna (1863–1932) - Antonin Magne (1904–1983) - Freddy Maertens (* 1952) | - Fiorenzo Magni (1920–2012) - Eddy Merckx (* 1945) - Francesco Moser (* 1951) - Raymond Poulidor (1936–2019) - Stephen Roche (* 1959) - Giuseppe Saronni (* 1957) - Albéric Schotte (1919–2004) - Georges Speicher (1907–1978) - Philippe Thys (1890–1971) - Rik Van Looy (1933–2024) - Rik Van Steenbergen (1924–2003) - Joop Zoetemelk (* 1946) |

### Straße – Frauen
- Maria Canins (* 1949)
- Jeannie Longo-Ciprelli[1] (* 1958)

### Bahn – Männer
| - Urs Freuler (* 1958) - Michael Hübner (1959–2024) - Antonio Maspes (1932–2000) | - Daniel Morelon (* 1944) - Michel Rousseau (1936–2016) - Jef Scherens (1909–1986) | - Major Taylor (1878–1932) - Arie van Vliet (1916–2001) - Arthur Augustus Zimmerman (1869–1936) |

### Bahn – Frauen
- Félicia Ballanger  (* 1971)

### Cyclo-Cross – Männer
| - Erik De Vlaeminck (1945–2015) - André Dufraisse (1926–2021) - Roland Liboton (* 1957) | - Renato Longo (1937–2023) - Klaus-Peter Thaler (* 1949) | - Rolf Wolfshohl (1938–2024) - Albert Zweifel (* 1949) |

### Mountainbike – Männer
- Ned Overend (* 1955)

## Galerie

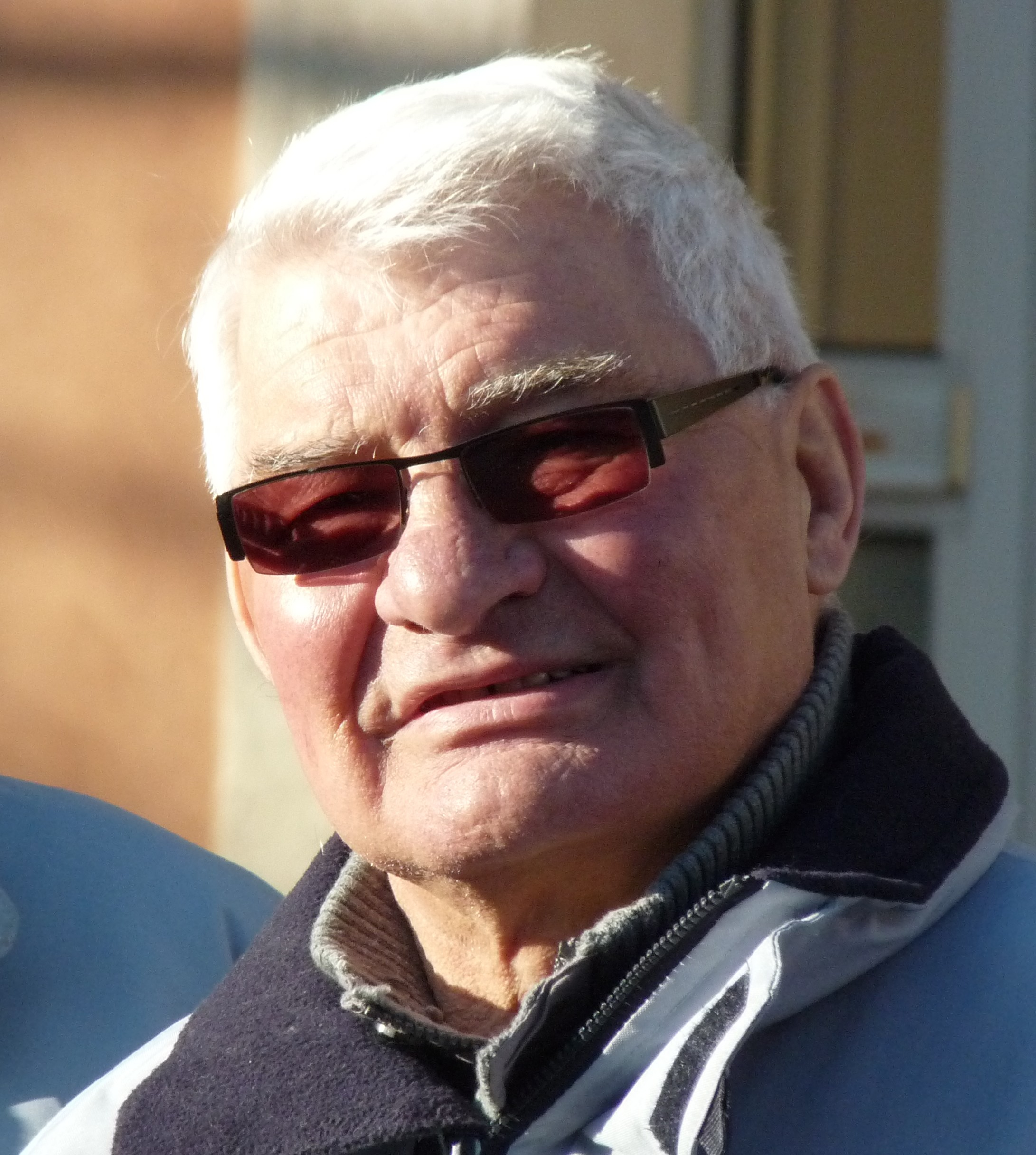
Raymond Poulidor
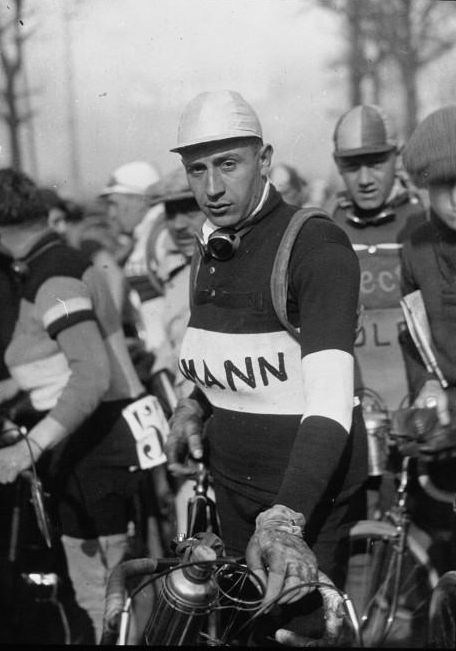
Georges Speicher
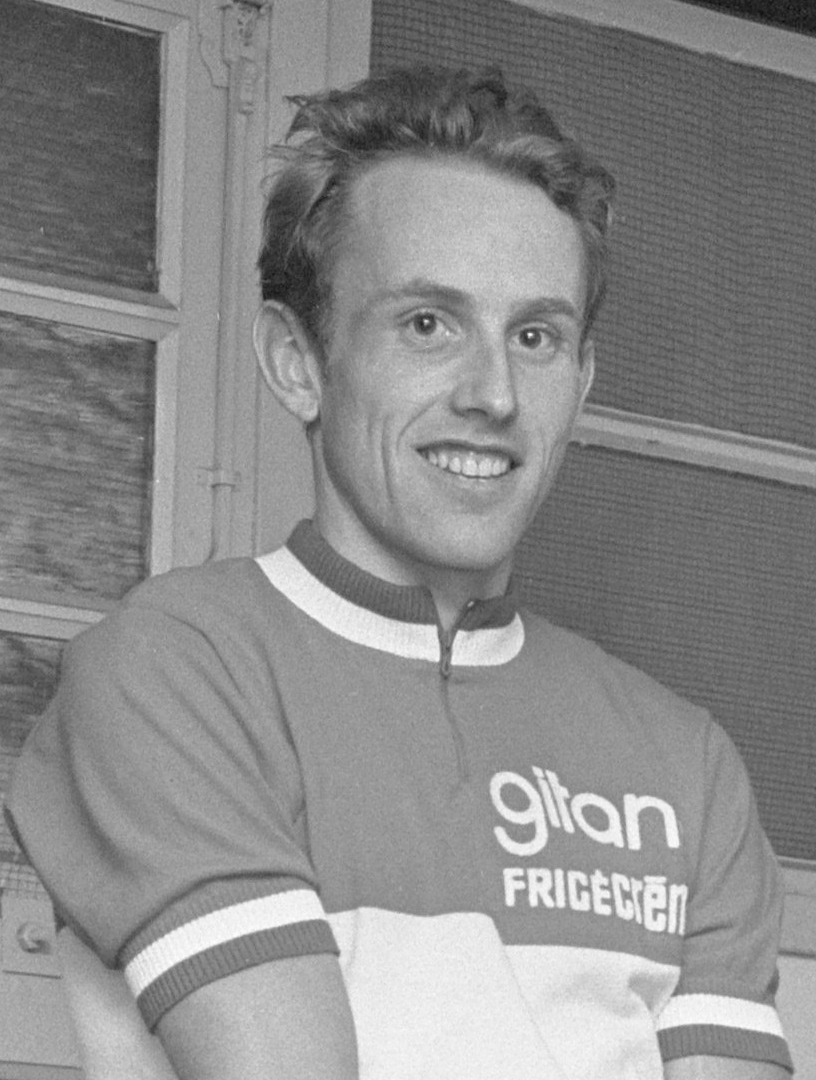
Joop Zoetemelk
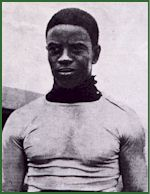
Major Taylor
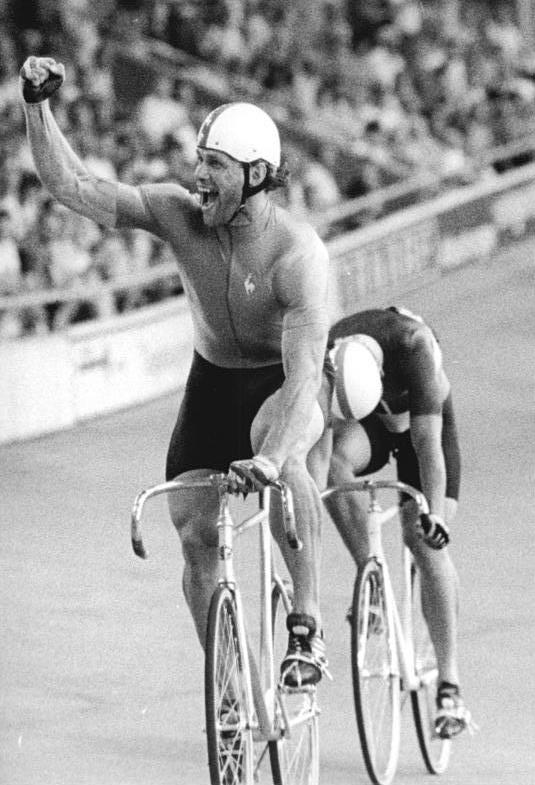
Michael Hübner
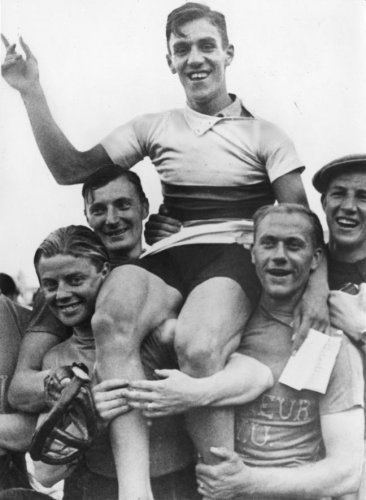
Arie van Vliet